# Óscar Cardozo
Óscar René Cardozo Marín (RAO, 20 de mayo de 1983), conocido también por su apodo «Tacuara», es un futbolista paraguayo que juega como delantero centro y su equipo actual es el Club Libertad. Ostenta el récord de ser el futbolista paraguayo con más goles en partidos oficiales en toda la historia y es el máximo goleador extranjero en la historia del SL Benfica.
Cardozo ha sido internacional absoluto con la selección paraguaya desde 2006 hasta 2023. Su participación incluyó diversas competencias internacionales y eliminatorias durante ese período. Ha participado en la Copa del Mundo de 2010 en Sudáfrica, donde el equipo paraguayo llegó a los cuartos de final. En la Copa América, ha sido parte de las ediciones de 2007 en Venezuela, 2011 en Argentina, 2015 en Chile, 2019 en Brasil y 2021 también en Brasil, aunque en esta última no jugó.
Tuvo una destacada trayectoria con el Benfica. En su primera temporada, anotó 39 goles, lo que le consolidó como una figura clave en el equipo. En la temporada 2009/10, fue el máximo goleador de la Liga Sagres y recibió el premio al mejor jugador del año. Alcanzó los 100 goles con el club en 2011/12, convirtiéndose en el máximo goleador extranjero en la historia del Benfica. También jugó en dos finales de la Liga Europa de la UEFA (2012-13 y  2013-14): en la edición de 2012-13, anotó un gol en la final contra el Chelsea FC, aunque el Benfica perdió 2-1, y en 2013-14, el equipo fue derrotado por el Sevilla FC en la tanda de penales. Además, en la temporada 2013/14, ayudó al equipo a ganar la liga portuguesa y la Copa de Portugal, y logró un triplete memorable en el Derby Eterno contra el Sporting CP.

## Trayectoria

### Inicios

#### 3 de Febrero
Cardozo inició su carrera deportiva en el Club Atlético 3 de Febrero de Ciudad del Este, Paraguay, donde dedicó su infancia y adolescencia a la práctica deportiva. Su ascenso lo llevó a competir en la categoría principal, donde registró un impresionante total de 20 goles en la División Intermedia. Su desempeño culminó en el año 2004, cuando el equipo alcanzó el liderazgo en la tabla y logró la promoción a la Primera División de Paraguay.

#### Nacional
En 2005, Cardozo se unió al Club Nacional de su país, donde rápidamente se consolidó como el máximo goleador del equipo. Durante su estadía en el club, anotó un total de 17 goles en la Primera División, participando en los torneos de Apertura y Clausura. Permaneció en el equipo durante una temporada.

### Newell's Old Boys
Llegó a Newell's Old Boys en la segunda mitad de la temporada 2006-07 por una tarifa de transferencia de USD 1,2 millones. En Newell's, se unió a compañeros paraguayos como Diego Gavilán, Santiago Salcedo y Justo Villar, y se convirtió en un éxito inmediato, compensando su adquisición con 11 goles en 16 partidos en el Torneo Apertura.
El internacional paraguayo comenzó la temporada 2007 de forma brillante: anotó hasta 10 goles para Newell's durante el Torneo Clausura y fue fundamental en el equipo argentino para escapar del descenso. Su reciente éxito le valió un lugar en la selección paraguaya que participó en la Copa América 2007.
Como resultado de sus buenas actuaciones, Cardozo fue elegido mejor futbolista paraguayo del año.

### Benfica

#### Temporada 2007-08
El 21 de junio de 2007, Cardozo firmó oficialmente con el S. L. Benfica, por una cifra aproximada de 11.1 millones de euros, adquiriendo el 100% de sus derechos. Esta transferencia lo colocó como el segundo fichaje más costoso en la historia del club, detrás de Simão Sabrosa, quien se unió al Benfica en 2001 por la cifra de 13 millones de euros, así como también la venta más cara que hizo Newell's en su historia.
El 2 de septiembre de 2007, Cardozo destacó al anotar dos goles para el Benfica en un partido de la Liga Sagres contra el Clube Desportivo Nacional en Funchal, Madeira. Su segundo gol, desde aproximadamente 20 metros de distancia, fue un tiro que superó al portero Diego Benaglio, contribuyendo a la victoria por 3-0 de su equipo.
El 24 de octubre de 2007, Cardozo hizo su debut en la Liga de Campeones de la UEFA y anotó su primer gol en un partido contra el Celtic Football Club en Lisboa. A pesar de haber golpeado el travesaño en dos ocasiones previas, a menos de 7 minutos para el final, una jugada que comenzó Freddy Adu, luego fue a Ángel Di María, quien pasó el balón por encima de la defensa a Cardozo, quien venció al portero Artur Boruc.
El 4 de diciembre de 2007, en otro partido de la Liga de Campeones de la UEFA, Cardozo se enfrentó al Shakhtar Donetsk en Ucrania y logró anotar 2 goles, ambos en la primera mitad del partido, a los minutos 6' y 22', respectivamente. Sus goles fueron determinantes para darle la victoria al Benfica, consolidándose una vez más como el jugador destacado del partido.
El 20 de diciembre de 2007, Cardozo marcó su décimo gol con el equipo portugués en la decimocuarta jornada de la Superliga de Portugal, en un partido contra el club Amadora que finalizó con un marcador de 3-0 a favor del Benfica.
El 19 de enero de 2008, anotó su primer gol en Portugal durante un partido de la Copa de Portugal contra el Feirense. Se destacó como un especialista en tiros libres, y marcó varios goles desde esta vía gracias a su potente disparo con el pie izquierdo. Por esta razón, a menudo se le asignó la responsabilidad de ejecutarlos.
El 22 de febrero del mismo año, Cardozo anotó un gol crucial en el minuto 89' contra el FC Núremberg en un partido de la Liga de Campeones de la UEFA, lo que resultó fundamental para que el Benfica avanzara a la ronda de 16 de la competición.
El 3 de marzo de 2008, en el derbi de Lisboa, anotó el gol del empate 1-1 frente a sus rivales del Sporting de Lisboa.
El 6 de abril, en un enfrentamiento contra el Boavista FC, Cardozo cumplió una promesa que había hecho al llegar al club: marcar más de 20 goles. Lo logró, llegando a un total de 39 goles en su primera temporada con el S. L. Benfica.

#### Temporada 2009-10
Un año después, en marzo de 2009 conquistó la Copa de la Liga de Portugal.
Tacuara inició la temporada 2009/10 en gran forma al alcanzar un promedio extraordinario de goles. Fruto de tal rendimiento, el 27 de diciembre fue proclamado mejor jugador del año 2009 del campeonato de Primera División de Portugal, según el rating realizado por FTBL. Este no sería el único galardón que recibiría por tan destacada labor pues apenas tres días después se hizo acreedor, por segunda ocasión, del premio instituido por el diario ABC Color al Futbolista Paraguayo del Año.
A pesar de haber marcado 39 goles en sus dos primeras temporadas con el S. L. Benfica, Cardozo tuvo que esperar hasta su tercera campaña para marcar su primer hat-trick con el club y fue específicamente en la fecha 31 de agosto de 2009 contra el Vitória FC en un partido que terminó 8-1 a favor del paraguayo.
El 13 de febrero de 2010, con el tanto que le anotó al Belenenses por la 19.ª jornada de la Liga Sagres y que al mismo tiempo significó la victoria de su equipo, Cardozo alcanzó superar su propia marca registrada entre 2007 y 2008 cuando totalizó 22 conquistas.
El 21 de marzo de 2010, Tacuara revalidó el título conseguido el año anterior en cuyo torneo, considerado el tercero más importante del país, anotó un par de goles.
Solo dos meses después, el 9 de mayo de 2010, el artillero paraguayo se consagró nuevamente campeón, esta vez de la Liga Sagres. En el último partido marcó un doblete para convertirse también en el máximo goleador del campeonato con 26 tantos.

#### Temporada 2011-12
En la temporada 2011-12 fue de nuevo protagonista de su equipo siendo goleador en esta temporada.

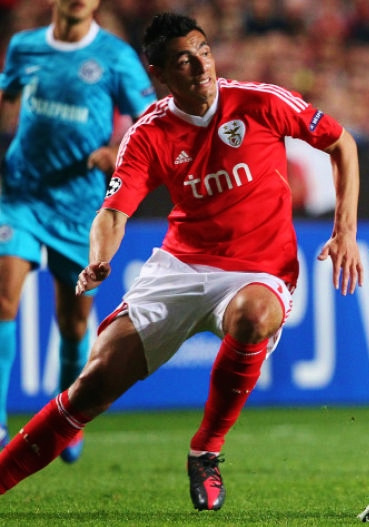
Cardozo con el Benfica, año 2012

#### Temporada 2012-13

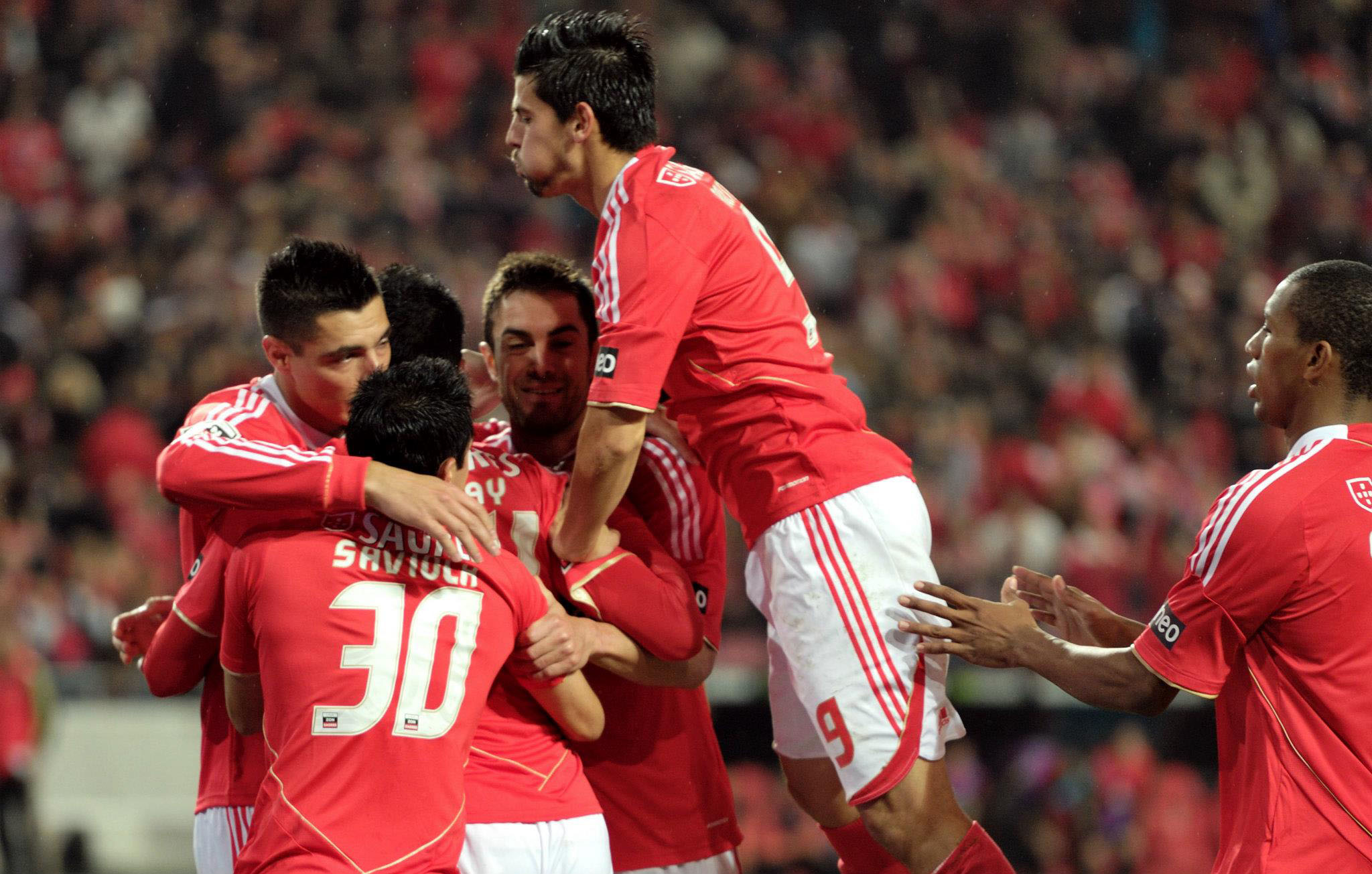
Cardozo (izquierda) y sus compañeros de equipo celebrando su gol para el Benfica.

En la temporada 2012–2013 tiene un papel clave anotando el gol y dándole la clasificación a su equipo a la final de la Europa league, en cuya final anota el gol del empate de tiro penati que no penal. Cabe destacar que le invalidaron un gol de cabeza en ese partido cosa que podría cambiar totalmente el partido. Pero al final al minuto 93 un cabezazo de Branislav Ivanović sentencia el partido a favor del Chelsea, que pone vigente la maldición de Guttmann dicha por este en 1962. Tuvo en incidente con su técnico Jorge Jesús al perder la final de la Copa de Portugal. Se especulaba una inminente transferencia al Fenerbahçe SK turco de cara a la próxima temporada, pero al caerse la operación pide disculpas públicas a su técnico y así continua en las filas de las águilas.

#### 100 goles

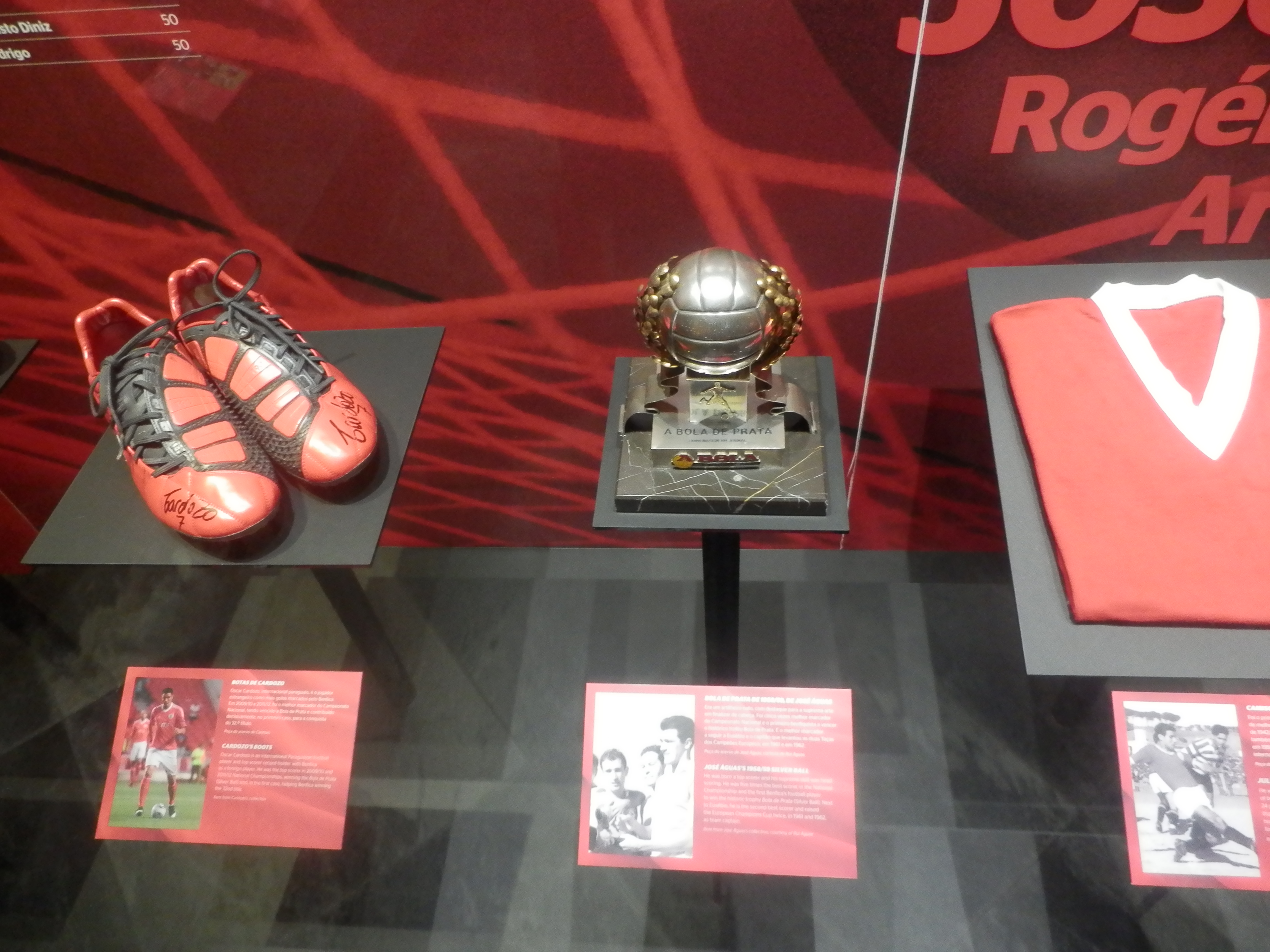
Las botas de fútbol de Cardozo en el Museo del Benfica.

Benfica vs. Marítimo 4-1 (5 de diciembre de 2012).
Con su segundo hat-trick en una semana, después de marcar 3 goles ante sus vecinos del Sporting Clube de Portugal cinco días antes, el delantero alcanzó los 100 goles con el club. Por entonces ya era el máximo goleador extranjero de la historia del S. L. Benfica, después de superar la marca de goles del sueco Mats Magnusson.

#### Temporada 2013-14
Uno de los grandes rivales del Benfica, el Sporting Clube de Portugal, siempre fue una de las víctimas preferidas de Cardozo. Y fue de nuevo el 9 de diciembre de 2013 cuando el delantero paraguayo disfrutó de su última gran noche con el S. L. Benfica. Cardozo ya había marcado un hat-trick ante el Sporting la campaña anterior, y repitió esa gesta en los primeros meses de una campaña 2013/14 en la que el club acabaría logrando un histórico triplete. Después de abrir el marcador con 1 tiro libre cuando habían pasado 12 minutos, marcaría 2 goles más en la primera mitad, el segundo de ellos con una extraordinaria volea con la zurda. Eso le convirtió en un hombre récord siendo el primer jugador en marcar dos tripletes en el Derby Eterno. En total, marcó 13 goles ante el Sporting.
En la temporada 2013-2014 logra ganar el título de liga y la Copa de Portugal, pero vuelve a caer en la final de la Liga Europea de la UEFA ante el Sevilla F.C.

### Trabzonspor

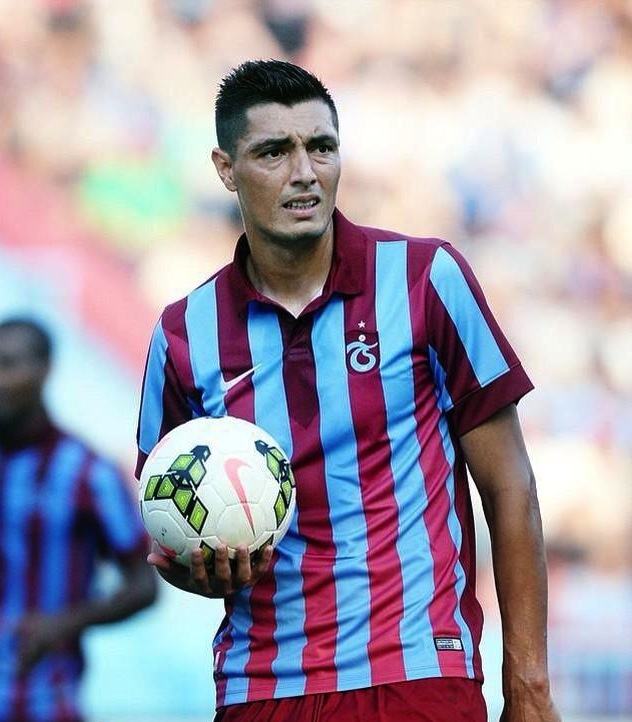
Tacuara con el Trabzonspor

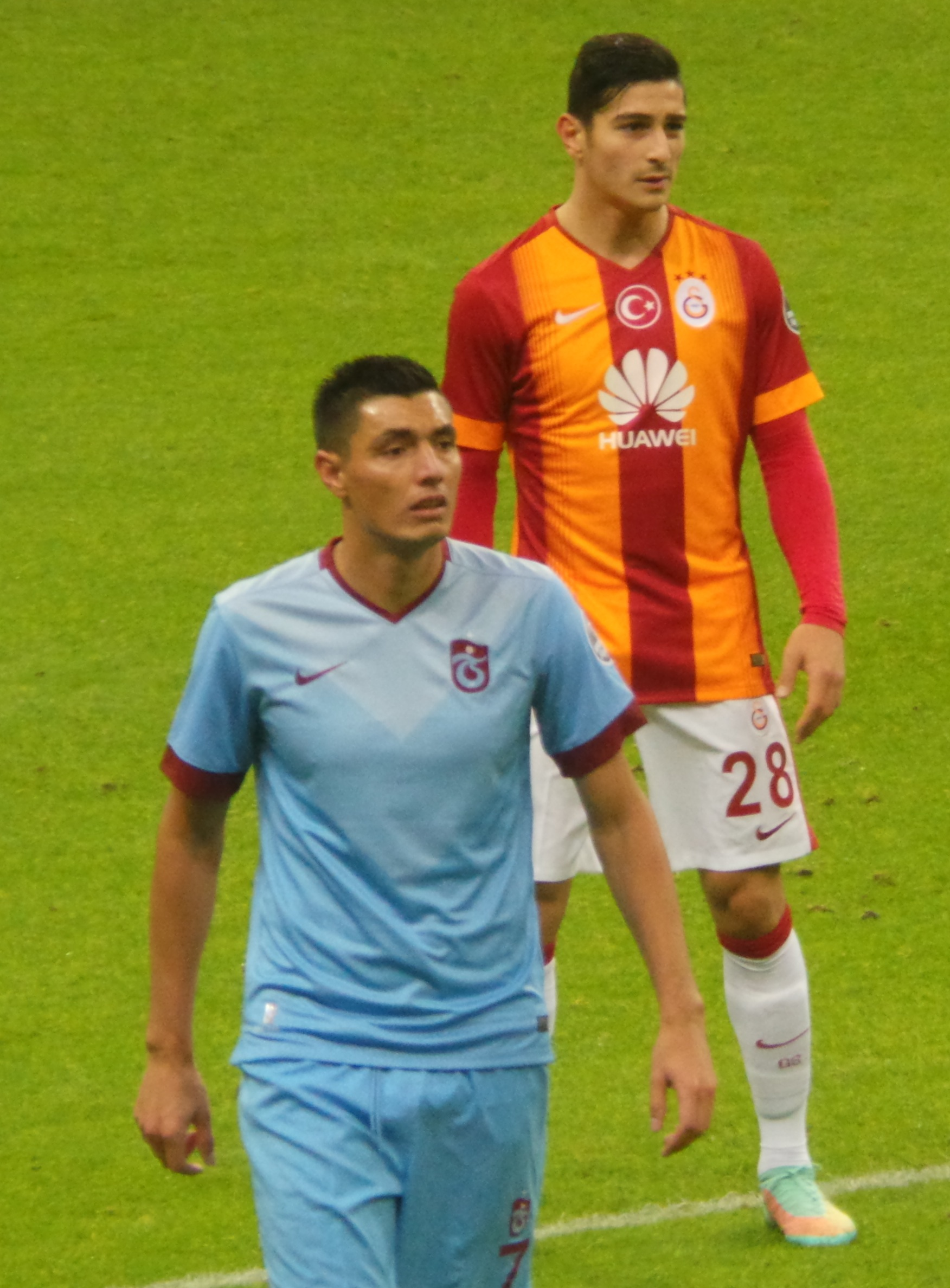
En un partido contra el Galatasaray.

En agosto de 2014, es traspasado al Trabzonspor por una cifra de €5 millones.
En su paso por el club turco logró convertir 28 goles en 66 partidos, repartió 6 asistencias, obtuvo 12 tarjetas amarillas y completó 4536 minutos, completando dos temporadas con el club.

### Olympiacos de El Pireo
El 31 de agosto de 2016 se hizo oficial su pase al Olympiacos de El Pireo. 
Cardozo marcó su primer gol el 12 de diciembre de 2016 en el triunfo por 2-0 de su equipo, ante el PAS Giannina en la undécima fecha por la Superliga de Grecia, marcó en el minuto 68' del partido.
Con el club griego marcó un total de 29
goles en 34 partidos (22 por la Superliga y 7 por la Copa de Grecia), asistió en 3 ocasiones (1 por la Super liga, 1 por la Copa de Grecia y 1 en un partido amistoso) y acumuló 3 tarjetas amarillas. Jugó un total de 1696 minutos para el club. Culminó su contrato con el club el 21 de junio de 2017.

### Libertad
Llegó al club Libertad con 34 años de edad como jugador libre el 27 de junio de 2017, puesto que no había renovado su contrato con el Olympiacos. En su debut con el club, convirtió un doblete contra el Club Atlético Huracán por la Copa Sudamericana 2017 en el mes de julio en un partido que ganaron por 5 a 1. Anotó un total de 4 goles en dicha copa.
En 2018 fue el máximo goleador de la temporada con el club convirtiendo 23 goles, que valieron para que fuera premiado por la APF con la Bota de Oro.
El 13 de febrero de 2019, Libertad goleó 5-1 a The Strongest en el Estadio Dr. Nicolás Leoz y se clasificó a la tercera fase de la Copa Libertadores con un golazo de más de 40 metros de Tacuara, a los 86 minutos y fue elegido como uno de los mejores goles de esa copa.
En la fecha 21 de mayo de 2021, Libertad disputó la última fecha por el Torneo Apertura enfrentando a Sol de América en un partido que terminó a favor del segundo mencionado por la mínima ventaja de 1-0; no obstante, Libertad logró consagrarse campeón ese día por cantidad de puntos acumulados. Cardozo no disputó el encuentro porque dio positivo al COVID-19 unos días antes.

#### Récord
El 2 de abril de 2023, en un encuentro que se destacó por una victoria abrumadora sobre Cerro Porteño, Óscar Cardozo logró una hazaña significativa al anotar cuatro goles, lo que constituyó su primer póquer goleador en su trayectoria profesional. Además, este logro representó un hito al alcanzar la cifra de 100 goles con la camiseta de Libertad en el contexto de todas las competiciones oficiales..

## Características de juego
Cardozo es un delantero de pierna hábil izquierda, destacándose por la potencia de sus disparos, precisión en los cobros de penales y ejecución de tiros libres. Además, muestra afinidad por el juego con pases largos. Su aguda visión de juego le permite anticipar las jugadas y posicionarse estratégicamente en el ataque, lo que le ha permitido marcar goles de manera consistente. También es hábil en el pivoteo para proteger el balón, lo que le permite girar y disparar al arco con eficacia.
De cabeza, desde fuera del área, en un rol de "cerrador de 9" y hasta con un "misil" desde el mediocampo, son algunas de las formas en las que define.

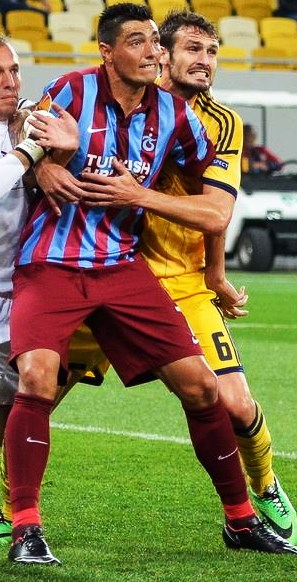
Cardozo pivoteando en el córner, en un partido contra el F.C. Metalist Járkov jugando para el Trabzonspor.

### Celebración de sus goles
La celebración más repetida por Cardozo consiste en besar su anillo de matrimonio, en reconocimiento a su esposa. También se lo ha visto en reiteradas ocasiones abriendo los brazos y corriendo hacia los laterales, o sujetando fuertemente su camiseta tomándose del pecho, o simplemente abriendo los brazos y mirando hacia sus compañeros o hacia la afición.
El 14 de septiembre de 2010 jugando para el Benfica en un partido contra el Hapoel Tel Aviv FC de Israel por la UEFA Champions League en Lisboa, al marcar su segundo gol del encuentro después de mucho tiempo y muchas críticas, Cardozo celebró llevándose el dedo índice a la boca como silenciando a la afición de su equipo. Posteriormente pidió disculpas.
También se había hecho viral en la fecha 16 de junio de 2019 jugando la Copa América con la selección paraguaya, una celebración suya juntando ambos dedos índices con los de su compañero de equipo, Miguel Almirón, haciendo referencia a la "fusión" que realizaba el personaje Son Goku junto con Vegeta en la serie animada japonés, Dragon Ball Z.

## Selección nacional

#### Inicios
Debutó con la selección absoluta de Paraguay en un partido amistoso contra Australia el 7 de octubre de 2006, a los 23 años de edad, de la mano del entonces director técnico Raúl Vicente Amarilla, en un equipo que estaba conformado por: Justo Villar; Carlos Bonet, Carlos Gamarra, Julio Manzur, Delio Toledo; Edgar Barreto, Roberto Acuña, Cristian Riveros, José Domingo Salcedo; Nelson Cuevas y Óscar Cardozo. El encuentro terminó 1-1 y, casualmente, en ese partido se retiró del fútbol su compatriota, Carlos Gamarra.
Su primer gol con la selección también fue en un amistoso, específicamente el 5 de junio de 2007, frente a la selección de fútbol de México en el Estadio Azteca, Cardozo ingresó en el minuto 76' reemplazando a Roque Santa Cruz, cuando México atacaba más a Paraguay y faltando un minuto para que termine el encuentro, tuvo una oportunidad que no desperdició y anotó con un tiro rasante y cruzado para la victoria de su selección que ganó por 1-0.

#### Copa América 2007
Participó en la Copa América 2007 y disputó un total de 3 partidos (contra Estados Unidos, México y Colombia) frente Argentina estuvo suplente. En esa copa completó 1 gol y 1 asistencia, ambos frente la selección de Estados Unidos.

#### Eliminatorias Copa Mundial Sudáfrica 2010
Estuvo presente en la fase de clasificación de Conmebol para la Copa Mundial de 2010, bajo la conducción técnica de Gerardo Martino, fue convocado en 15 de 18 posibles partidos. Ingresó como titular en un total de 12 partidos y solo marcó 1 gol frente a la selección de Venezuela el 11 de octubre de 2009. Estuvo como suplente en 3 encuentros, específicamente contra Venezuela el 10 de septiembre de 2008, contra la selección de Ecuador el 1 de abril de 2009 y contra Argentina el 10 de septiembre de 2009.

#### Copa Mundial Sudáfrica 2010
A pesar de su rendimiento discreto en la selección paraguaya durante las eliminatorias, donde como delantero centro solo logró marcar 2 goles en 12 partidos, Óscar Cardozo fue convocado para participar en la Copa Mundial Sudáfrica 2010. En los octavos de final, asumió la responsabilidad de ejecutar el último tiro penal contra Japón, y lo convirtió de manera contundente, asegurando así el pase de su selección a los cuartos de final por primera vez en la historia.
En los cuartos de final, durante el segundo tiempo contra España, Cardozo fue objeto de una falta dentro del área, provocada por Gerard Piqué. Durante un tiro libre para la albirroja Piqué lo tomó del brazo en el área, por lo que el árbitro guatemalteco, Carlos Batres, sancionó penalti. Cardozo tomó el penal, pero el entonces portero de la selección española, Iker Casillas, logró detenerlo sin siquiera dar rebote, a pesar de la potencia del disparo. Finalmente, España logró una ajustada victoria por 1-0 con un gol anotado por David Villa a los 83', avanzando a las semifinales y dejando a Óscar Cardozo y su selección fuera del Mundial.
Cardozo participó en un total de cinco partidos en la Copa Mundial de la FIFA 2010, enfrentando a Italia, Eslovaquia, Nueva Zelanda, Japón y España.

#### Copa América 2011
Tras la eliminación en el Mundial de 2010 y el penal malogrado, la situación de Cardozo empeoró, ya que no fue convocado para esta edición de la Copa América por el entonces director técnico Gerardo Martino. Esto sorprendió a muchos, ya que Cardozo solía ser un habitual en la selección. En su posición fueron convocados tres: Lucas Barrios, Roque Santa Cruz y Nelson Haedo Valdez. Pero según sus propias palabras esto no lo afectó.

#### Copa América 2015
Cardozo no tuvo la oportunidad de disputar ningún encuentro en la edición de la Copa América que se llevó a cabo en Chile en el año 2015. A pesar de haber sido convocado, una grave lesión en la cadera le impidió recuperarse por completo, lo que resultó en su ausencia en la selección paraguaya.

#### Copa América 2019
En 2019, siendo jugador del club Libertad y con 36 años de edad, Óscar Cardozo fue confirmado en la lista de 23 convocados para disputar la Copa América 2019 que se llevó a cabo en Brasil. Durante el torneo, participó en un total de 2 partidos, completando los 90 minutos reglamentarios en ambos encuentros, y anotó 1 gol, específicamente de penal, en el partido contra la selección de Catar (que fue invitada para esa copa). El partido finalizó con un empate de 2-2 en el marcador.
Su equipo llegó hasta los cuartos de final, donde fueron eliminados por la selección de Brasil, la anfitriona, en una tanda de penales que terminó 4-3 a favor de Brasil.

#### Elimininatorias Copa Mundial Catar 2022
Tras dos años sin ser convocado y ante la necesidad de marcar goles en la selección paraguaya, además de la ausencia del delantero Antonio Sanabria, quien regresaba a Italia, el 7 de septiembre de 2021 se confirmó a través de los medios de comunicación que el entrenador argentino que dirigía a la albirroja en ese momento, Eduardo Berizzo, optaba por convocar a un experimentado delantero de 38 años para que volviera a vestir la camiseta de su país, Óscar Cardozo.

#### Copa América 2021
Tacuara, quien en ese momento era el máximo goleador del Club Libertad, tuvo otra oportunidad de marcar goles con la selección en la Copa América 2021. Sin embargo, Berizzo no lo incluyó en ninguno de los cinco partidos disputados por la albirroja. En lugar de Tacuara, el entrenador optó por jugadores como Gabriel Ávalos, Carlos González Espínola, Braian Samudio e incluso Kaku Romero, quien normalmente juega como extremo.

#### Eliminatorias Copa Mundial Canadá, Estados Unidos y México 2026

##### Récord
El 10 de noviembre de 2023, el DT de la selección paraguaya, Daniel Garnero, anunció la lista de 28 jugadores convocados para participar en el tercer combo de partidos de las Eliminatorias Sudamericanas 2026, en el que Paraguay se enfrenta a las selecciones de fútbol de Chile y Colombia. Entre los jugadores convocados en la posición de delanteros se encuentra Óscar Cardozo, quien, a la edad de 40 años, recibió la convocatoria, marcando así un récord como el futbolista paraguayo de mayor edad en vestir la albirroja.

### Todas las participaciones en Eliminatorias a la Copa Mundial
| Eliminatorias                    | Resultado   | Partidos | Goles |
| -------------------------------- | ----------- | -------- | ----- |
| Eliminatorias Sudamericanas 2010 | 3.er lugar  | 12       | 2     |
| Eliminatorias Sudamericanas 2014 | 10.º lugar  | 9        | 0     |
| Eliminatorias Sudamericanas 2018 | 7.º lugar   | 2        | 1     |
| Eliminatorias Sudamericanas 2022 | 8.º lugar   | 2        | 0     |
| Eliminatorias Sudamericanas 2026 | Por definir | 1        | 0     |

### Participaciones en la Copa Mundial
| Torneo               | Sede      | Resultado        | Partidos | Goles |
| -------------------- | --------- | ---------------- | -------- | ----- |
| Copa Mundial de 2010 | Sudáfrica | Cuartos de final | 5        | 1     |

### Participaciones en la Copa América
| Torneo            | Sede      | Resultado        | Partidos | Goles |
| ----------------- | --------- | ---------------- | -------- | ----- |
| Copa América 2007 | Venezuela | Cuartos de final | 3        | 1     |
| Copa América 2019 | Brasil    | Cuartos de final | 2        | 1     |
| Copa América 2021 | Brasil    | Cuartos de final | 0        | 0     |

### Goles en la selección
| Resultado | Resultado | Resultado | Resultado      | Estadio                                | Fecha                   | Tipo                             | Goles   |
| --------- | --------- | --------- | -------------- | -------------------------------------- | ----------------------- | -------------------------------- | ------- |
| Paraguay  | 1         | 0         | México         | Azteca, México D.F.                    | 5 de junio de 2007      | Amistoso                         | 1 gol   |
| Paraguay  | 3         | 1         | Estados Unidos | La Carolina, Barinas                   | 2 de julio de 2007      | Copa América 2007                | 1 gol   |
| Paraguay  | 1         | 0         | Perú           | Defensores del Chaco, Asunción         | 15 de octubre de 2008   | Eliminatorias Sudamericanas 2010 | 1 gol   |
| Paraguay  | 2         | 1         | Venezuela      | Cachamay, Puerto Ordaz                 | 10 de octubre de 2009   | Eliminatorias Sudamericanas 2010 | 1 gol   |
| Paraguay  | 1         | 0         | Estados Unidos | Sommet Center, Nashville               | 29 de marzo de 2011     | Amistoso                         | 1 gol   |
| Paraguay  | 2         | 0         | Panamá         | Rommel Fernández, Panamá               | 3 de septiembre de 2011 | Amistoso                         | 1 gol   |
| Paraguay  | 3         | 0         | Honduras       | Olímpico Metropolitano, San Pedro Sula | 6 de septiembre de 2011 | Amistoso                         | 2 goles |
| Paraguay  | 3         | 3         | Guatemala      | Robert F. Kennedy, Washington D. C.    | 15 de agosto de 2012    | Amistoso                         | 1 gol   |
| Paraguay  | 2         | 1         | Colombia       | Metropolitano, Barranquilla            | 5 de octubre de 2017    | Eliminatorias Sudamericanas 2018 | 1 gol   |
| Paraguay  | 1         | 1         | Honduras       | Antonio Aranda, Ciudad del Este        | 5 de junio de 2019      | Amistoso                         | 1 gol   |
| Paraguay  | 2         | 2         | Catar          | Maracaná, Río de Janeiro               | 16 de junio de 2019     | Copa América 2019                | 1 gol   |

Para un total de 12 goles.

## Clubes
| Club              | País      | Año           |
| ----------------- | --------- | ------------- |
| 3 de Febrero      | Paraguay  | 2003-2004     |
| Nacional          | Paraguay  | 2005-2006     |
| Newell's Old Boys | Argentina | 2006-2007     |
| SL Benfica        | Portugal  | 2007-2014     |
| Trabzonspor       | Turquía   | 2014-2016     |
| Olympiacos        | Grecia    | 2016-2017     |
| Libertad          | Paraguay  | 2017-presente |

## Estadísticas
Datos actualizados al 1 de junio de 2025
| 3 de Febrero Paraguay |               |               |     |     |    |    |     |     |     |      |      |
| 2.ª | 2003          | 22            | 14  | -   | -  | -  | -   | 22  | 14  | 0.63 |      |
| 2.ª | 2004          | 12            | 6   | -   | -  | -  | -   | 12  | 6   | 0.50 |      |
| Total club | Total club    | 34            | 20  | 0   | 0  | 0  | 0   | 34  | 20  | 0.58 |      |
| Nacional Paraguay |               |               |     |     |    |    |     |     |     |      |      |
| 1.ª | 2004          | 14            | 3   | -   | -  | -  | -   | 14  | 3   | 0.21 |      |
| 1.ª | 2005          | 29            | 9   | -   | -  | -  | -   | 29  | 9   | 0.31 |      |
| 1.ª | 2006          | 20            | 10  | -   | -  | 2  | 0   | 22  | 10  | 0.45 |      |
| Total club | Total club    | 63            | 22  | 0   | 0  | 2  | 0   | 65  | 22  | 0.33 |      |
| Newell's Old Boys Argentina |               |               |     |     |    |    |     |     |     |      |      |
| 1.ª | A-2006        | 16            | 11  | -   | -  | -  | -   | 16  | 11  | 0.68 |      |
| 1.ª | C-2007        | 17            | 10  | -   | -  | -  | -   | 17  | 10  | 0.58 |      |
| Total club | Total club    | 33            | 21  | 0   | 0  | 0  | 0   | 33  | 21  | 0.63 |      |
| Benfica Portugal |               |               |     |     |    |    |     |     |     |      |      |
| 1.ª | 2007-08       | 29            | 13  | 5   | 5  | 11 | 4   | 45  | 22  | 0.48 |      |
| 1.ª | 2008-09       | 26            | 17  | 6   | 0  | 3  | 0   | 35  | 17  | 0.48 |      |
| 1.ª | 2009-10       | 29            | 26  | 5   | 2  | 13 | 10  | 47  | 38  | 0.80 |      |
| 1.ª | 2010-11       | 22            | 12  | 8   | 6  | 12 | 5   | 42  | 23  | 0.54 |      |
| 1.ª | 2011-12       | 29            | 20  | 4   | 3  | 12 | 5   | 45  | 28  | 0.62 |      |
| 1.ª | 2012-13       | 25            | 17  | 8   | 7  | 14 | 9   | 47  | 33  | 0.70 |      |
| 1.ª | 2013-14       | 15            | 7   | 6   | 3  | 11 | 1   | 32  | 11  | 0.34 |      |
| Total club | Total club    | 175           | 112 | 42  | 26 | 76 | 34  | 293 | 172 | 0.58 |      |
| Trabzonspor Turquía |               |               |     |     |    |    |     |     |     |      |      |
| 1.ª | 2014-15       | 27            | 17  | 2   | 2  | 10 | 1   | 39  | 20  | 0.51 |      |
| 1.ª | 2015-16       | 21            | 7   | 1   | 0  | 2  | 0   | 24  | 7   | 0.29 |      |
| Total club | Total club    | 48            | 24  | 3   | 2  | 12 | 1   | 63  | 27  | 0.42 |      |
| Olympiakos · Grecia |               |               |     |     |    |    |     |     |     |      |      |
| 1.ª | 2016-17       | 22            | 3   | 7   | 0  | 5  | 0   | 34  | 3   | 0.08 |      |
| Total club | Total club    | 22            | 3   | 7   | 0  | 5  | 0   | 34  | 3   | 0.08 |      |
| Libertad Paraguay | 1.ª           | 2017          | 14  | 4   | -  | -  | 6   | 4   | 20  | 8    | 0.4  |
| Libertad Paraguay | 1.ª           | 2018          | 43  | 23  | -  | -  | 6   | 5   | 49  | 28   | 0.57 |
| Libertad Paraguay | 1.ª           | 2019          | 32  | 9   | 3  | 1  | 11  | 4   | 46  | 14   | 0.3  |
| Libertad Paraguay | 1.ª           | 20            | 31  | 13  | -  | -  | 9   | 4   | 40  | 17   | 0.43 |
| Libertad Paraguay | 1.ª           | 2021          | 30  | 12  | 4  | 1  | 8   | 0   | 42  | 13   | 0.31 |
| Libertad Paraguay | 1.ª           | 2022          | 33  | 13  | 2  | 1  | 7   | 1   | 42  | 15   | 0.36 |
| Libertad Paraguay | 1.ª           | 2023          | 39  | 21  | 3  | 1  | 8   | 3   | 50  | 25   | 0.5  |
| Libertad Paraguay | 1.ª           | 2024          | 36  | 9   | 3  | 0  | 7   | 3   | 46  | 12   | 0.26 |
| Libertad Paraguay | 1.ª           | 2025          | 21  | 5   | 1  | 0  | 2   | 1   | 24  | 6    | 0.25 |
| Libertad Paraguay | Total club    | Total club    | 279 | 109 | 16 | 4  | 64  | 25  | 359 | 138  | 0.38 |
| Total carrera | Total carrera | Total carrera | 657 | 311 | 68 | 32 | 159 | 60  | 881 | 403  | 0.46 |
| (1) Incluye datos de la Copa de Portugal, Copa de la Liga de Portugal, Supercopa de Portugal, Copa de Turquía, Copa de Grecia, Copa Paraguay. (2) Incluye datos de la Copa Libertadores, Liga de Campeones de la UEFA, Liga Europa de la UEFA, Copa Sudamericana. (3) No se consideran goles en encuentros amistosos. |               |               |     |     |    |    |     |     |     |      |      |

### Selección nacional
| Selección | Año   | Amistoso | Amistoso | Eliminatorias | Eliminatorias | Copa América | Copa América | Mundial | Mundial | Total | Total |
| Selección | Año   | Part.    | Goles    | Part.         | Goles         | Part.        | Goles        | Part.   | Goles   | Part. | Goles |
| --------- | ----- | -------- | -------- | ------------- | ------------- | ------------ | ------------ | ------- | ------- | ----- | ----- |
| Paraguay  | 2006  | 2        | 0        | -             | -             | -            | -            | -       | -       | 2     | 0     |
| Paraguay  | 2007  | 4        | 1        | 2             | 0             | 3            | 1            | -       | -       | 9     | 2     |
| Paraguay  | 2008  | 5        | 0        | 5             | 1             | -            | -            | -       | -       | 10    | 1     |
| Paraguay  | 2009  | 2        | 0        | 5             | 1             | -            | -            | -       | -       | 7     | 1     |
| Paraguay  | 2010  | 1        | 0        | -             | -             | -            | -            | 5       | 0       | 6     | 0     |
| Paraguay  | 2011  | 4        | 4        | 3             | 0             | -            | -            | -       | -       | 7     | 4     |
| Paraguay  | 2012  | 1        | 1        | 2             | 0             | -            | -            | -       | -       | 3     | 1     |
| Paraguay  | 2013  | -        | -        | 4             | 0             | -            | -            | -       | -       | 4     | 0     |
| Paraguay  | 2017  | -        | -        | 2             | 1             | -            | -            | -       | -       | 2     | 1     |
| Paraguay  | 2019  | 2        | 1        | -             | -             | 2            | 1            | -       | -       | 4     | 2     |
| Paraguay  | 2021  | -        | -        | 2             | 0             | -            | -            | -       | -       | 2     | 0     |
| Paraguay  | 2023  | -        | -        | 1             | 0             | -            | -            | -       | -       | 1     | 0     |
| Total     | Total | 21       | 7        | 26            | 3             | 5            | 2            | 5       | 0       | 57    | 12    |

### Goles en laLiga de Campeones de la UEFA(con fases previas)
| Resultado | Resultado | Resultado | Resultado         | Lugar           | Estadio           | Fecha                    | Temporada | Goles             |
| --------- | --------- | --------- | ----------------- | --------------- | ----------------- | ------------------------ | --------- | ----------------- |
| Benfica   | 1         | 0         | Celtic            | Lisboa          | Estádio da Luz    | 24 de octubre de 2007    | 2007-08   | Anotado           |
| Benfica   | 2         | 1         | Shakhtar Donetsk  | Donetsk         | RSC Olympiyskiy   | 4 de diciembre de 2007   | 2007-08   | Anotado · Anotado |
| Benfica   | 2         | 0         | Hapoel Tel Aviv   | Lisboa          | Estádio da Luz    | 14 de septiembre de 2010 | 2010-11   | Anotado           |
| Benfica   | 2         | 2         | Twente            | Enschede        | FC Twente Stadion | 16 de agosto de 2011     | 2011-12   | Anotado           |
| Benfica   | 1         | 1         | Manchester United | Lisboa          | Estádio da Luz    | 14 de septiembre de 2011 | 2011-12   | Anotado           |
| Benfica   | 2         | 0         | Basel             | Basilea         | St. Jakob-Park    | 18 de octubre de 2011    | 2011-12   | Anotado           |
| Benfica   | 1         | 0         | Oțelul Galați     | Lisboa          | Estádio da Luz    | 7 de diciembre de 2011   | 2011-12   | Anotado           |
| Benfica   | 2         | 3         | Zenit             | San Petersburgo | Stadion Petrovski | 15 de febrero de 2012    | 2011-12   | Anotado           |
| Benfica   | 2         | 0         | Spartak Moscú     | Lisboa          | Estádio da Luz    | 7 de noviembre de 2012   | 2012-13   | Anotado · Anotado |
| Benfica   | 1         | 1         | Olympiacos        | Lisboa          | Estádio da Luz    | 23 de octubre de 2013    | 2013-14   | Anotado           |

Para un total de 12 goles, de los cuales once fueron por la UEFA Champions League.

### Goles en laLiga Europa de la UEFA
| Resultado   | Resultado | Resultado | Resultado             | Lugar         | Estadio             | Fecha                    | Temporada | Goles             |
| ----------- | --------- | --------- | --------------------- | ------------- | ------------------- | ------------------------ | --------- | ----------------- |
| Benfica     | 2         | 2         | Núremberg             | Núremberg     | Frankenstadion      | 21 de febrero de 2008    | 2007-08   | Anotado           |
| Benfica     | 4         | 0         | Vorskla               | Lisboa        | Estádio da Luz      | 20 de agosto de 2009     | 2009-10   | Anotado           |
| Benfica     | 2         | 0         | BATE Borisov          | Lisboa        | Estádio da Luz      | 17 de septiembre de 2009 | 2009-10   | Anotado           |
| Benfica     | 5         | 0         | Everton               | Lisboa        | Estádio da Luz      | 22 de octubre de 2009    | 2009-10   | Anotado · Anotado |
| Benfica     | 2         | 0         | Everton               | Liverpool     | Goodison Park       | 5 de noviembre de 2009   | 2009-10   | Anotado           |
| Benfica     | 4         | 0         | Hertha Berlin         | Lisboa        | Estádio da Luz      | 23 de febrero de 2010    | 2009-10   | Anotado · Anotado |
| Benfica     | 2         | 1         | Liverpool             | Lisboa        | Estádio da Luz      | 1 de abril de 2010       | 2009-10   | Anotado · Anotado |
| Benfica     | 1         | 4         | Liverpool             | Liverpool     | Anfield             | 8 de abril de 2010       | 2009-10   | Anotado           |
| Benfica     | 2         | 1         | Stuttgart             | Lisboa        | Estádio da Luz      | 17 de febrero de 2011    | 2010-11   | Anotado           |
| Benfica     | 2         | 0         | Stuttgart             | VfB Stuttgart | VfB Arena           | 24 de febrero de 2011    | 2010-11   | Anotado           |
| Benfica     | 2         | 2         | PSV                   | Eindhoven     | PSV Stadion         | 14 de abril de 2011      | 2010-11   | Anotado           |
| Benfica     | 2         | 1         | Braga                 | Lisboa        | Estádio da Luz      | 28 de abril de 2011      | 2010-11   | Anotado           |
| Benfica     | 1         | 0         | Bayer Leverkusen      | Leverkusen    | BayArena            | 14 de febrero de 2013    | 2012-13   | Anotado           |
| Benfica     | 3         | 2         | Girondins de Bordeaux | Burdeos       | Stade Chaban-Delmas | 14 de marzo de 2013      | 2012-13   | Anotado · Anotado |
| Benfica     | 3         | 1         | Newcastle United      | Lisboa        | Estádio da Luz      | 4 de abril de 2013       | 2012-13   | Anotado           |
| Benfica     | 3         | 1         | Fenerbahçe            | Lisboa        | Estádio da Luz      | 2 de mayo de 2013        | 2012-13   | Anotado · Anotado |
| Benfica     | 1         | 2         | Chelsea               | Ámsterdam     | Amsterdam Arena     | 15 de mayo de 2013       | 2012-13   | Anotado           |
| Trabzonspor | 2         | 0         | Rostov                | Trebisonda    | Hüseyin Avni Aker   | 21 de agosto de 2014     | 2014-15   | Anotado           |

Para un total de 23 goles.

### Goles en laCopa Libertadores
| Club     | Result. | Result. | Rival                  | Estadio                 | Ciudad     | Fecha                   | Año  | Goles             |
| -------- | ------- | ------- | ---------------------- | ----------------------- | ---------- | ----------------------- | ---- | ----------------- |
| Libertad | 2       | 1       | Peñarol                | Dr. Nicolás Leoz        | Asunción   | 18 de abril de 2018     | 2018 | Anotado           |
| Libertad | 3       | 1       | The Strongest          | Hernando Siles          | La Paz     | 3 de mayo de 2018       | 2018 | Anotado · Anotado |
| Libertad | 2       | 4       | Boca Juniors           | Defensores del Chaco    | Asunción   | 30 de agosto de 2018    | 2018 | Anotado · Anotado |
| Libertad | 5       | 1       | The Strongest          | Dr. Nicolás Leoz        | Asunción   | 13 de febrero de 2019   | 2019 | Anotado           |
| Libertad | 1       | 0       | Atlético Nacional      | Dr. Nicolás Leoz        | Asunción   | 21 de febrero de 2019   | 2019 | Anotado           |
| Libertad | 3       | 2       | Universidad Católica   | San Carlos de Apoquindo | Santiago   | 10 de abril de 2019     | 2019 | Anotado           |
| Libertad | 1       | 2       | Rosario Central        | Gigante de Arroyito     | Rosario    | 8 de mayo de 2019       | 2019 | Anotado           |
| Libertad | 2       | 1       | Independiente Medellín | Atanasio Girardot       | Medellín   | 4 de marzo de 2020      | 2020 | Anotado           |
| Libertad | 3       | 1       | Jorge Wilstermann      | Gral. Pablo Rojas       | Asunción   | 25 de noviembre de 2020 | 2020 | Anotado           |
| Libertad | 2       | 0       | Jorge Wilstermann      | Félix Capriles          | Cochabamba | 2 de diciembre de 2020  | 2020 | Anotado · Anotado |
| Libertad | 2       | 1       | Caracas                | Defensores del Chaco    | Asunción   | 13 de abril de 2022     | 2022 | Anotado           |
| Libertad | 1       | 2       | Alianza Lima           | Defensores del Chaco    | Asunción   | 20 de abril de 2023     | 2023 | Anotado           |
| Libertad | 1       | 2       | Athletico Paranaense   | Defensores del Chaco    | Asunción   | 4 de mayo de 2023       | 2023 | Anotado           |
| Libertad | 2       | 1       | Nacional               | Dr. Nicolás Leoz        | Asunción   | 30 de mayo de 2024      | 2024 | Anotado           |
| Libertad | 2       | 2       | Alianza Lima           | Dr. Nicolás Leoz        | Asunción   | 27 de mayo de 2025      | 2025 | Anotado           |

Para un total de 18 goles. Con la particularidad que convirtió goles a equipos de casi todos los países de la Conmebol: Argentina (3 goles), Bolivia (6), Brasil (1), Chile (1), Colombia (2), Perú (2), Uruguay (2) y Venezuela (1), con la excepción de Ecuador y Paraguay.

### Goles en laCopa Sudamericana
| Resultado | Resultado | Resultado | Resultado              | Estadio              | Lugar        | Fecha                    | Año  | Goles             |
| --------- | --------- | --------- | ---------------------- | -------------------- | ------------ | ------------------------ | ---- | ----------------- |
| Libertad  | 5         | 1         | Huracán                | Tomás A. Ducó        | Buenos Aires | 11 de julio de 2017      | 2017 | Anotado · Anotado |
| Libertad  | 1         | 1         | Independiente Santa Fe | El Campín            | Bogotá       | 14 de septiembre de 2017 | 2017 | Anotado           |
| Libertad  | 1         | 0         | Independiente          | Defensores del Chaco | Asunción     | 21 de noviembre de 2017  | 2017 | Anotado           |
| Libertad  | 2         | 1         | Tigre                  | Defensores del Chaco | Asunción     | 13 de julio de 2023      | 2023 | Anotado           |
| Libertad  | 2         | 0         | Universidad Católica   | Defensores del Chaco | Asunción     | 17 de julio de 2024      | 2024 | Anotado           |
| Libertad  | 1         | 1         | Universidad Católica   | Olímpico Atahualpa   | Quito        | 24 de julio de 2024      | 2024 | Anotado           |

Para un total de 7 goles. Convertidos a equipos de Argentina (4 goles), Colombia (1) y Ecuador (2).

### Hat-tricks
| 1  | 15 de septiembre de 2006 | Ciudad de Quilmes, Quilmes    | Quilmes AC - Newell's           |  | 2 - 3     | Apertura 2006            |
| 2  | 31 de agosto de 2009     | Estádio da Luz                | Benfica - Vitória Setúbal       |  | 8 - 1     | Primeira Liga 2009/10    |
| 3  | 26 de octubre de 2009    | Estádio da Luz                | SL Benfica - CD Nacional        |  | 6 - 1     | Primeira Liga 2009/10    |
| 4  | 6 de diciembre de 2009   | Estádio da Luz                | SL Benfica - Académica Coimbra  |  | 4 - 0     | Primeira Liga 2009/10    |
| 5  | 24 de abril de 2010      | Estádio da Luz                | SL Benfica - SC Olhanense       |  | 5 - 0     | Primeira Liga 2009/10    |
| 6  | 10 de diciembre de 2012  | José Alvalade, Lisboa         | Sp. de Lisboa - Benfica         |  | 1 - 3     | Primeira Liga 2012/13    |
| 7  | 15 de diciembre de 2012  | Estádio da Luz                | Benfica - CS Marítimo           |  | 4 - 1     | Primeira Liga 2012/13    |
| 8  | 2 de enero de 2013       | Estádio da Luz                | Benfica - CD das Aves 1930      |  | 6 - 0     | Copa de Portugal 2012/13 |
| 9  | 9 de noviembre de 2013   | Estádio da Luz                | Benfica - Sp. de Lisboa         |  | 4 - 3     | Copa de Portugal 2013/14 |
| 10 | 1 de diciembre de 2014   | Hüseyin Avni Aker, Trebisonda | Trabzonspor - Gençlerbirliği SK |  | 4 - 1     | Superliga 2014-15        |
| 11 | 10 de noviembre de 2018  | Dr. Nicolás Leoz, Asunción    | Libertad - Sol de América       |  | 4 - 0     | Clausura 2018            |
| 12 | 5 de mayo de 2019        | Gunther Vogel, San Lorenzo    | CS San Lorenzo - Libertad       |  | 3 - 4 (*) | Apertura 2019            |
| 13 | 2 de abril de 2023       | La Huerta, Asunción           | Libertad - Cerro Porteño        |  | 5 - 0     | Apertura 2023            |

(*) El partido concluyó con un marcador de 3-4 a favor de Libertad. Sin embargo, debido a la inclusión antirreglamentaria de Rodrigo Rivero en el minuto 70, que resultó en la superación de la cantidad de 4 extranjeros permitidos en la cancha, el Tribunal de Disciplina decidió otorgarle los puntos del encuentro a San Lorenzo y anular los goles convertidos por el Club Libertad.

## Palmarés

### Torneos nacionales
| Título              | Club         | País     | Año     |
| ------------------- | ------------ | -------- | ------- |
| División Intermedia | 3 de Febrero | Paraguay | 2004    |
| Copa de la Liga     | Benfica      | Portugal | 2008-09 |
| Copa de la Liga     | Benfica      | Portugal | 2009-10 |
| Primera División    | Benfica      | Portugal | 2009-10 |
| Copa de la Liga     | Benfica      | Portugal | 2010-11 |
| Copa de la Liga     | Benfica      | Portugal | 2011-12 |
| Primera División    | Benfica      | Portugal | 2013-14 |
| Copa de la Liga     | Benfica      | Portugal | 2013-14 |
| Copa de Portugal    | Benfica      | Portugal | 2013-14 |
| Superliga de Grecia | Olympiacos   | Grecia   | 2016-17 |
| Copa Paraguay       | Libertad     | Paraguay | 2019    |
| Primera División    | Libertad     | Paraguay | 2021-A  |
| Primera División    | Libertad     | Paraguay | 2022-A  |
| Primera División    | Libertad     | Paraguay | 2023-A  |
| Primera División    | Libertad     | Paraguay | 2023-C  |
| Copa Paraguay       | Libertad     | Paraguay | 2023    |
| Supercopa Paraguay  | Libertad     | Paraguay | 2023    |
| Primera División    | Libertad     | Paraguay | 2024-A  |
| Copa Paraguay       | Libertad     | Paraguay | 2024    |
| Supercopa Paraguay  | Libertad     | Paraguay | 2024    |
| Primera División    | Libertad     | Paraguay | 2025-A  |

Otros logros
- Subcampeón de la Liga Europa de la UEFA 2012-13
- Subcampeón de la Liga Europa de la UEFA 2013-14

### Distinciones individuales
| Distinción                                   | Otorgada por                             | Año               |
| -------------------------------------------- | ---------------------------------------- | ----------------- |
| Futbolista Paraguayo del Año                 | ABC Color                                | 2006 y 2009       |
| Futbolista Paraguayo del Año                 | ABC Color                                | 2009              |
| Mejor jugador de la Liga Portuguesa          | Agencia FTBL                             |                   |
| Team of the year (Equipo del año)            | Goal.com                                 |                   |
| Máximo goleador de la Liga Europa de la UEFA | UEFA                                     | 2009-10           |
| Máximo goleador de la Liga Portuguesa        | Federación Portuguesa de Fútbol          | 2009-10 y 2011-12 |
| Condecoración Especial en Paraguay           | Presidencia de la República del Paraguay | 2010              |
| Medalla Domingo Martínez de Irala            | Municipalidad de Asunción                | 2010              |
| Bota de Oro                                  | APF                                      | 2018 y 2023       |
| Balón de Oro                                 | APF                                      | 2023              |

## Vida privada
Nació en RAO (Raúl Arsenio Oviedo), una localidad y municipio de tamaño reducido, con una población no superior a 35 mil habitantes, ubicado en el Departamento de Caaguazú, en Paraguay. Durante su infancia, residía en un terreno perteneciente a su abuelo, Miguel Sapi, aproximadamente a una distancia de 5 kilómetros de RAO.
Está unido en matrimonio con Laura Soledad y tiene cuatro hijos: Matteo, Álex, Julieta y Thiago. Sus progenitores son Rosa Marín y Arnaldo Cardozo. Asimismo, tiene hermanos llamados Dolly, Juan Gabriel, Arnaldo y Cristian.
A pesar de compartir el mismo apellido, un apodo similar y una apariencia física parecida, no guarda ninguna relación familiar con su compatriota Ramón Cardozo (conocido como "Tacuarita"), quien también se desempeña como futbolista y ocupa la posición de delantero.